# Mini-ATX
Mini-ATX är en formfaktor för moderkort. Mini-ATX är mindre än ATX och mer rektangulärt. Storleken på ett Mini-ATX-moderkort är 284 x 208 mm, eller 11,2 x 8,2 tum. Moderkorten har ofta integrerat grafikkort) och färre instickskortplatser än ATX. MiniATX passar i chassin konstruerade för ATX.